# Psychotria auxopoda
Psychotria auxopoda är en måreväxtart som beskrevs av Ernest Marie Antoine Petit. Psychotria auxopoda ingår i släktet Psychotria och familjen måreväxter. Inga underarter finns listade i Catalogue of Life.